# Tridentopsis pearsoni
Tridentopsis pearsoni är en fiskart som beskrevs av Myers 1925. Tridentopsis pearsoni ingår i släktet Tridentopsis och familjen Trichomycteridae. Inga underarter finns listade i Catalogue of Life.